# Brian Jungen
Brian Jungen (* 29. April 1970 in Fort St. John, Kanada) ist ein kanadischer Künstler mit schweizerischen und indianischen Wurzeln. Internationale Aufmerksamkeit erregte er mit einer Serie von Masken („Prototype for New Understanding“), die an Kultobjekte nordamerikanischer Indianer erinnerten und aus zerschnittenen Nike-Turnschuhen bestanden.

## Leben und Leistungen
Brian Jungen wurde 1970 als Sohn einer von Dunne-za-Indianern stammenden Mutter und eines Schweizers in Kanada geboren. 1992 absolvierte er sein Studium am Emily Carr Institute of Art and Design in Vancouver und trat danach als Künstler in Erscheinung. Mit seiner Serie von Turnschuhwerken konnte er seinerzeit für Aufmerksamkeit sorgen. 2002 erhielt er für seine Verdienste den Sobey Art Award, die höchstdotierte kanadische Auszeichnung für junge Künstler.
Jungen nahm 2012 an der dOCUMENTA (13) in Kassel teil, wo er im Auepark seine Arbeit dog run zeigte.

## Ausstellungen
- 2013/2014: Brian Jungen and Duane Linklater: Modest Livelihood., Art Gallery of Ontario, Toronto[2]